# أبو قرن أصهب الرأس
أبو قرن أصهب الرأس (الإسم العلمي:Aceros waldeni)، هو نوع من الطيور يتبع فصيلة أبو قرن، يستوطن الغابات المطيرة في الفلبين، ويعيش في مجموعات صغيرة، وهو نوع مهدد بالانقراض لكونه يتكاثر ببطء.